# Beata (animal)
Beata es un género de arañas araneomorfas de la familia Salticidae. Se encuentra en América.   

## Lista de especies
Según The World Spider Catalog 12.5:
- Beata aenea (Mello-Leitão, 1945)
- Beata blauveltae Caporiacco, 1947
- Beata cephalica F. O. Pickard-Cambridge, 1901
- Beata cinereonitida Simon, 1902
- Beata fausta (Peckham & Peckham, 1901)
- Beata germaini Simon, 1902
- Beata hispida (Peckham & Peckham, 1901)
- Beata inconcinna (Peckham & Peckham, 1895)
- Beata jubata (C. L. Koch, 1846)
- Beata longipes (F. O. Pickard-Cambridge, 1901)
- Beata lucida (Galiano, 1992)
- Beata maccuni (Peckham & Peckham, 1895)
- Beata magna Peckham & Peckham, 1895
- Beata munda Chickering, 1946
- Beata octopunctata (Peckham & Peckham, 1893)
- Beata pernix (Peckham & Peckham, 1901)
- Beata rustica (Peckham & Peckham, 1895)
- Beata striata Petrunkevitch, 1925
- Beata venusta Chickering, 1946
- Beata wickhami (Peckham & Peckham, 1894)
- Beata zeteki Chickering, 1946